# Philip Vingboons

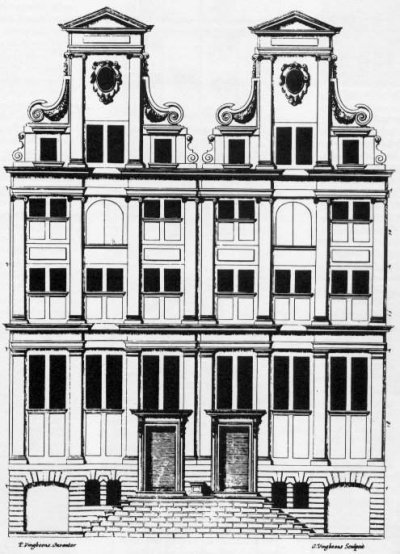
Teckning av husen på Rokin 145–147 i Amsterdam av Vingboons

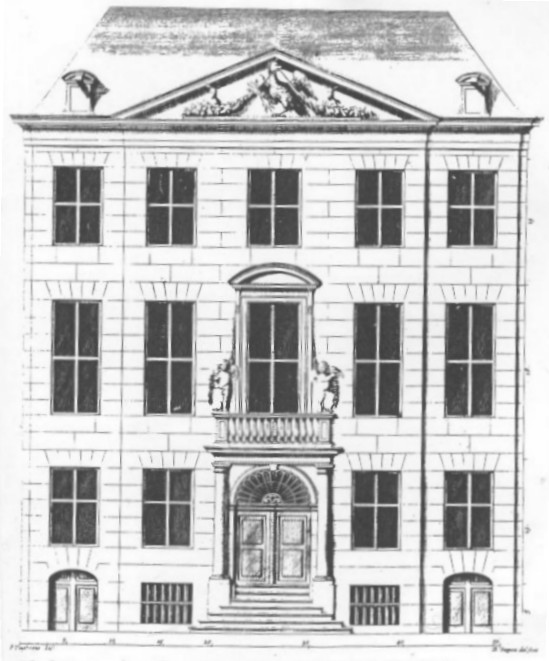
Teckning av ett hus på Herengracht 466 i Amsterdam

Philip Vingboons, född 1607 i Amsterdam, död där 1678, nederländsk arkitekt, bror till Justus Vingboons. Han har ritat flera byggnader i Amsterdam. Han är bland annat känd för en fasadtyp, halsgevel, som kan ses på Herengracht 168 i Amsterdam. 